# A Nightmare on Elm Street 5: The Dream Child
A Nightmare on Elm Street 5: The Dream Child (bra: A Hora do Pesadelo 5 - O Maior Horror de Freddy; prt: Pesadelo em Elm Street V) é um filme estadunidense de 1989, do gênero terror, dirigido por Stephen Hopkins. É o 5.º filme da franquia A Nightmare on Elm Street.
A música "Bring Your Daughter...to the Slaughter", de Bruce Dickinson, gravada em 1989, fez parte da trilha sonora do filme.

## Sinopse
Para deter a vidente do filme anterior, Freddy Krueger (Robert Englund) decide matar sua filha indefesa.

## Elenco
- Robert Englund como Freddy Krueger
- Lisa Wilcox como Alice Johnson
- Danny Hassel como Dan
- Erika Anderson como Greta
- Kelly Jo Minter como Yvonne
- Joe Seely como Mark
- Michael Bailey Smith como Super Freddy (como Mike Smith)